# The Abbott and Costello Cartoon Show
Abbott e Costello (em inglês:  The Abbott and Costello Cartoon Show) é um desenho com produção Hanna-Barbera, RKO e Jomar Productions. Estreou em 1967 e teve 39 edições, com 4 episódios cada. No Brasil a série foi exibida na década de 1970 pela Rede Globo, TVS, TVE e nos anos 80 pela Rede Manchete, Rede Bandeirantes e Record.
Conta a história dos humoristas Bud Abbott e Lou Costello e suas confusões. A dupla Abbott & Costello fazia muito sucesso na televisão e no cinema, nos EUA, e assim como O Gordo e o Magro e Jerry Lewis, outros comediantes famosos, foram inspiração para uma série de animação.

## Episódios
Nomes originais (em inglês)
1. Cops And Saucers/ Dog Gone Dog/ Go Go Goliath/ In The Soup
2. The Cloud Monster/ The Gravity Grabber/ There Auto Be A Law/ Tiny Terror
3. Big Bird Break Out/ Going Buggy/ Sahara You?/ The Vikings
4. Down In The Dumps/ Eskimo Pie-eyed/ Lube-a-Tuba/ The Forty Thieves
5. Frail Whale/ Sitting Pity/ Tooth Or Consequences/ Wizardland
6. Catman On A Hot Tin Roof/ Elephantasy/ Shutter Bugged Sea Serpent/ The Mark Of El-Zap
7. Kooks And Spooks/ Mouse Route/ Stand-In Stand-Off/ Super Lou
8. Dinosaur Dilemma/ Frigid Fugitive/ The Astro Nuts/ The Industructible Space Suit
9. Galoots In Armor Suits/ Mighty Midget Mustang/ The Bouncing Rubber Man/ The Purple Baron
10. Abbott And Costello In Blunderland/ Going To Pot/ Skyscrapper Napper/ The Two Musketeers
11. A Creep In The Deep/ Crying High/ Germ Squirm/ Weird Neighbors
12. Lashed but Leashed/ Pigskin Pickle/ The Moleman Mine/ Two On The Isle
13. Space Toy Tyrants/ The Little Fat Boy Cried Wolf/ Wacky Wax Work/ Werewolf Whim-Wham
14. A Goose Misuse/ Invader Raider/ Monster Muddled/ Monsterkeet
15. Going, Going, Gun!/ Paddle Boat Pirate/ Road Race Ruckus/ Who Needs Arrest?
16. Baby Buggy/ Drumsticks Along The Mohawk/ Gone Ghosts/ Hey, Abbott!
17. A Car Is Born/ Lumbering Lummoxes/ Professor Uncle's Ants/ Teenie Weenie Genie
18. Fish-Hooked/ High Wire Lion/ Magic Monster/ Planet Plant
19. Baby Shoo/ Marauding Mummy/ Space Beard/ The Long Long Camper
20. Fumbled Fable/ Phantom Of The Hoss Opera/ Puppet Enemy Number One/ Rabbit Grabbers
21. Phoney Express/ The Big Cannon/ The Vacuum Villian/ Throne For A Loss
22. A Guest In The Nest/ Concrete Evidence/ Glass Reunion/ The Lava Monster
23. Broom Gloom/ Gadzooka/ Gone Like The Wind/ Merry Misfits
24. Fighting The Clock/ Rescue Miscue/ Sinister Professor Sinister/ The Hound Hounders
25. Bully Billy/ Pigs In A Panic/ Ship Ahooey/ Underworld Whirl
26. Dragon Along/ Mounty-Bounty/ Password To Panic/ Super Terror Strikes Again
27. No Place Like Rome/ Not So Sweet Sioux/ Texas Jack/ Follow The Bouncing Blob
28. Luma Tricks/ Pearl Diving Perils/ Picture Frame-Up/ The Queen Of Diamonds
29. Bounty Booty/ Dangerous Buck/ G.I. Jokers/ Tasmanian Terror
30. Gator Baiter/ The Fiendish Farmer/ The Gadget King/ The Ice-Tronauts
31. Rabbit Rouser/ Save A Cave/ Which Witch is Which?/ Wild Man, Wild
32. Doggies by The Dozen/ Shooting The Works/ Son Of Konk/ Super Knight
33. Bully For Lou/ Cherokee Choo-Choo/ Hotel Suite And Sour/ Rhino Riot
34. Carnival Of Menace/ Shoo Shoes/ Teensy vs. Weensys/ Tragic Magic
35. Get 'im Tiger/ Hullaba-Lou/ Mountain Mischief/ The Drastic Driller
36. Gorilla Thriller/ The Eighth Dwarf/ Turkish Daffy/ Yankee Doodle Dudes
37. Rodeo Rumpus/ Run Of DeMille/ Super Car/ The Sinister Stinger
38. Bad Day at High Noon/ Magic Mix-Up/ Shock Treatment/ Tom All-Thumbs
39. Pinocchio's Double Trouble/ Private General Nuisance/ Starlight Starfright/Triger Tracks

## Dubladores

### Nos Estados Unidos
- Bud Abbott: o próprio Bud Abbott
- Lou Costello: Stan Irwin

Obs: Lou Costello já tinha falecido quando a animação foi criada e teve que ser substituído nas dublagens.

### No Brasil
- Bud Abbott: Magalhães Graça
- Lou Costello: Amaury Costa

## Outras aparições
Tiveram uma revista em quadrinhos (banda desenhada em Portugal), que durou 22 edições nos EUA. No Brasil também foram publicadas revistas em quadrinhos da dupla durante a década de 1970.